# Clădirea veche a fostului gimnaziu de băieți nr. 2 (Chișinău)
Clădirea veche a fostului gimnaziu de băieți nr. 2 este o clădire amplasată pe str. Nicolae Iorga, 15 în Chișinău, Republica Moldova. Este un monument istoric și arhitectural de importanță națională inclus în Registrul monumentelor Republicii Moldova ocrotite de stat cu nr. 203 (municipiul Chișinău). Datează de la înc. sec. XIX.